# Iglesia primitiva de Jerusalén
La Iglesia Primitiva de Jerusalén es considerada la primera comunidad del cristianismo primitivo. Se formó en Jerusalén después de la Crucifixión de Jesús. Proclamó a judíos y no judíos la Resurrección de Jesús, el perdón de los pecados y los mandamientos de Jesús para preparar su regreso (parusía) y el fin del mundo asociado a él.

## Cronología
Las fechas clave cronológicas proporcionan una visión general de los primeros acontecimientos y la evolución de la iglesia primitiva.
| Año             | Eventos | Fuentes                              |
| --------------- | --- | ------------------------------------ |
| 30              | Muerte de Jesús                                                                                               | Mc 15                                |
| ~ 30–32         | Constitución de la iglesia de Jerusalén /primeros conflictos                                                  | Hechos 1–5                           |
| A partir del 30 | Actividad del movimiento de Jesús en Galilea; inicialmente transmisión oral de la tradición de Jesús.         | Mc 16; Mt 28; Jo 21                  |
| 31–43           | Pedro dirige la iglesia de Jerusalén                                                                          | Hechos 1–5                           |
| 31/32           | Formación de una iglesia en Damasco                                                                           | Hechos 9                             |
| ~ 32            | Hebreos y helenistas en Jerusalén                                                                             | Hechos 6                             |
| 32/33           | Esteban | Hechos 7                             |
| 32/33           | El llamado de Pablo                                                                                           | Hechos 9; 22; 26                     |
| As from 33      | La misión de Felipe                                                                                           | Hechos 8                             |
| ~ 33–34         | Pablo Arabia                                                                                                  | Gálatas 1,17–18                      |
| ~ 34            | Fundación de la iglesia en Antioquía                                                                          | Hechos 11,19ss                       |
| 35              | 1ª Visita de Pablo a Jerusalén                                                                                | Gálatas 1,18                         |
| ~ 35            | Bernabé está activo en Antioquía                                                                              | Hechos 11,22–26                      |
| ~ 35–40         | Registro oral/escrito de la narración de la Pasión, primeras colecciones específicas de tradiciones de Jesús. | -                                    |
| ~ 36–42         | Pablo en Siria y Cilicia (Tarso)                                                                              | Hechos 9,28–30                       |
| ~ 40            | Fundación de la iglesia en Roma, los "cristianos" como grupo separado en Antioquía                            | Hechos 11,26                         |
| ~ 40–50         | Surgimiento de tradiciones prepaulinas                                                                        | -                                    |
| ~ 42            | Pablo se une a Antioquía                                                                                      | Hechos 11,25–26                      |
| 43/44           | Persecución bajo Agripa I, Pedro abandona Jerusalén y Santiago se convierte en líder de la iglesia            | Hechos 12,1–4.17                     |
| ~ 45–47         | 1er viaje misionero                                                                                           | Hechos 13–14                         |
| 48              | Convención de los Apóstoles (primavera); incidente de Antioquía (verano/otoño)                                | Hechos 15,1–34; Gálatas 2,1–10.11–14 |
| 49              | Edicto de Claudio                                                                                             | Hechos 18,2                          |
| 48–51/52        | 2º viaje misionero                                                                                            | Hechos 15–18                         |
| 50/51           | Paul in Corinth                                                                                               | Hechos 18,1–17                       |
| 51/52           | Pablo en Corinto                                                                                              | Hechos 18,12–17                      |
| 52–55/56        | 3er viaje misionero                                                                                           | Hechos 18–21                         |
| 52–54/55        | Pablo en Éfeso                                                                                                | Hechos 19                            |
| 55              | El viaje de Pablo a Macedonia                                                                                 | Hechos 20:1-2; 2Cor 2:13             |
| 56              | (Principios de año:) Última estancia de Pablo en Corinto                                                      | (Hechos 20,2–3)                      |
| 56              | (Principios del verano:) Llegada de Pablo a Jerusalén                                                         | Hechos 21                            |
| 56–58           | El encarcelamiento de Pablo en Cesarea                                                                        | Hechos 23–24                         |
| 58              | Cambio de oficina Felix/Festus                                                                                | Hechos 24,27                         |
| 59              | La llegada de Pablo a Roma                                                                                    | Hechos 28,11ff                       |
| 64              | Muerte de Pedro y Pablo                                                                                       | -                                    |

## Orígenes
Los seguidores de Jesús que vinieron de Galilea y lo habían seguido hasta Jerusalén probablemente se dispersaron después de su arresto (Mc 14,50). La mayoría de los discípulos regresaron a sus pueblos de origen, a más tardar después de su sepultura, ya que su ejecución en la cruz también parecía haber refutado su predicación del inminente Reino de Dios (Lc 24,21).
Después de haber creído en la Resurrección de Jesús en Galilea, un grupo de discípulos dirigido por Pedro regresó a Jerusalén, lo que ocurrió sin llamar la atención debido a la constante llegada de peregrinos a la ciudad. Probablemente, en la misma época surgieron pequeñas iglesias domésticas sin una organización integral, esparcidas por toda la Palestina. Proclamaron a Jesús como el Mesías de Israel y de todas las naciones. Lo que motivó a los seguidores de Jesús a hacer esto es históricamente oscuro, pero está relacionado con sus experiencias de resurrección.
Según el relato de Lucas en Hechos 2, la iglesia primitiva nació por un milagro: el derramamiento del Espíritu Santo en Pentecostés. Para los primeros cristianos, esto cumplió la promesa del Espíritu que el profeta judío Joel 3 había prometido para el fin de los tiempos. Pues con la resurrección de Jesús, comenzó para ellos el fin de los tiempos prometido por los profetas de Israel. Por eso proclamaron el milagro de Pentecostés como una anticipación de la venida del reino de Dios, que supera todas las barreras lingüísticas y permite a todas las nacionalidades unirse a la alabanza de Dios debido al perdón de los pecados obtenido por medio de Jesús (Dn 7:14). En consecuencia, el autor de Hechos entendió a la iglesia primitiva como una comunidad escatológica de salvación, en la que el entendimiento entre las naciones ya es una realidad y apunta hacia la paz prometida entre las naciones (Is 2:2ss y Mi 4:1-5).

## Miembros y organización
La iglesia primitiva estaba formada esencialmente por "discípulos" - hombres y mujeres - a quienes Jesús de Nazaret ya había llamado para ser sus seguidores en Galilea y que lo habían acompañado en su camino a Jerusalén. Después de que los discípulos proclamaran la Resurrección de Jesús, inicialmente se les unieron judíos de orígenes muy diferentes, muchos de ellos probablemente "devotos" con una fuerte expectativa del fin de los tiempos.
También se les unieron los fariseos, que trajeron consigo su estudio intensivo de la Biblia hebrea y su enfoque en Dios en la vida cotidiana. Los zelotes, que se unieron a la iglesia primitiva, transmitieron su compromiso con los pobres y desfavorecidos. Cuando (Hechos 6:7) menciona que los sacerdotes judíos también "se hicieron obedientes a la fe", es posible que hayan sido esenios que vivían en Jerusalén. Ludger Schenke cree que los paralelos en la autoimagen y la práctica entre Qumrán y la iglesia primitiva se pueden rastrear hasta los esenios conversos.
En Jerusalén vivían también muchos judíos de habla griega que habían llegado de la diáspora y de los cuales se puede suponer que tenían una orientación más conservadora y una actitud muy positiva hacia el Templo. Si algunos estaban decepcionados con el culto al Templo tal como lo experimentaban allí, es posible que se hayan unido a la iglesia primitiva e introdujeron la crítica al Templo que más tarde caracterizó a los "helenistas" de Jerusalén.
Doce de los seguidores varones llamados por Jesús son destacados por su nombre en los Evangelios como los primeros llamados y un reflejo de las Doce Tribus de Israel. Se dice que Judas Iscariote, que pertenecía a este círculo, se quitó la vida después de traicionar a Jesús ante el sumo concilio; según Hechos 1:21s, Matías ocupó su lugar. Schenke asume que los Doce (bajo el liderazgo de Pedro) dirigieron la Iglesia de Jerusalén como un colegio. Sin embargo, este colegio solo existió por un corto tiempo, ya que Pablo no lo volvió a encontrar cuando visitó Jerusalén.
La restauración de las Doce Tribus de Israel tuvo un significado programático en Jerusalén en particular. La temprana dogmatización de los Doce en todos los Evangelios también muestra que la iglesia primitiva se veía a sí misma como la precursora del tiempo del fin de todo el pueblo de Dios, elegida por el Mesías Jesucristo, quien fue glorificado por Dios.  Por lo tanto, su misión a Israel tenía prioridad para ellos.
Según el Nuevo Testamento, Jesús se mostró a sus discípulos como el Resucitado y los llamó a la misión: esto estableció su autoridad como apóstoles. Cuando Simón Pedro experimentó la primera aparición del Señor Resucitado, fue confirmado en su posición de liderazgo, que ya había ocupado en el círculo de discípulos durante la vida de Jesús. Schenke se refiere al pasaje de la tradición Lc 22:31-32 y supone que el grupo de discípulos estaba en una crisis grave (aparentemente después de la muerte de Jesús en la cruz), y Pedro llamó a los desanimados y los fortaleció.
Cualquiera que tuviera una aparición del Resucitado después de la muerte de Jesús y hubiera sido comisionado por él para la misión era considerado un apóstol. Este círculo iba más allá de los Doce: solo Lucas lo identificó con los líderes y fundadores de la iglesia primitiva. Es incierto hasta cuándo el círculo de los doce estaba a cargo. En su Epístola a los gálatas (escrita entre los años 50 y 57), Pablo sólo menciona las «tres columnas»: Santiago el Justo, Simón Pedro y Juan ( Gál 2,9).
Según la lista de testigos de la iglesia primitiva (1 Cor 15:3-8), Santiago, un hermano de Jesús, había recibido su propia visión del Cristo resucitado. No había sido un seguidor de Jesús durante su vida, pero se convirtió en el líder de la iglesia primitiva después de Pascua. Representaba al grupo de los "judaizantes", que exigían que todos los cristianos gentiles recién bautizados observaran importantes mandamientos de la Torá, posiblemente también la circuncisión, es decir, la conversión al judaísmo. Es por eso que Pablo lo nombró en lugar de Pedro, que generalmente aparece primero en todas las listas de apóstoles, como el socio principal en sus negociaciones sobre la misión gentil. Su compañero Bernabé, un levita de Chipre, jugó un papel importante en esto. Debido a su origen en la diáspora, pudo mediar entre los primeros cristianos de habla griega y los de habla aramea.
Los Hechos de los Apóstoles relatan la elección de siete diáconos para cuidar de los pobres (Hechos 6). Schenke supone que se trataba de misioneros carismáticos que se dirigían a los judíos de habla griega en Jerusalén. Cuando la parte de habla griega de la iglesia primitiva de Jerusalén se volvió independiente organizativamente, se convirtieron en su órgano de gobierno; sin embargo, los Doce continuaron liderando la iglesia en su conjunto, de modo que, según Schenke, no hubo competencia.
Los sacerdotes judíos que se habían unido a la iglesia primitiva continuaron desempeñando sus funciones en el Templo, y los escribas judíos que se unieron a la iglesia primitiva trabajaron allí como maestros (rabinos). La iglesia primitiva no necesitaba su propia estructura ministerial porque estaba convencida de que el fin del mundo era inminente. Por esta razón, no se previó sucesores para los siete o los doce.
Los profetas fueron probablemente también un elemento esencial de la iglesia primitiva, y como sus colegas de Corinto, recibían revelaciones directas de Dios, hablaban en “lenguas” y tenían varios “carismas” (dones de gracia) para compartir (1 Co 12:12ss).
El número de los miembros de la congregación sólo puede estimarse. Según Hechos 1:13-15, inicialmente sólo había unos 120 "hermanos", mientras que Hechos 2:41 ya menciona 3.000 bautizados después del primer sermón de Pedro, y 4:4 poco después 5.000; sin embargo, estas cifras parecen muy infladas en vista de las reuniones en el templo de Jerusalén toleradas por el Sanedrín. Las autoridades romanas no habrían permitido simplemente un gran grupo mesiánico en Jerusalén.

## Teología y culto
La imagen ideal de la Iglesia primitiva está determinada principalmente por la descripción de Hechos 2:37-47: A la predicación misionera cristiana primitiva, que se centra por completo en la proclamación de la resurrección de Jesús y su exaltación como "Kýrios", le sigue aquí la conversión y el bautismo de los nuevos discípulos. Esto significaba el perdón de los pecados y, por tanto, la aceptación en la comunidad de salvación del tiempo del fin. Esto significaba la salvación del esperado juicio final y la recepción del Espíritu Santo, que les permitió guardar los mandamientos de Jesús y difundir su "enseñanza".
Según Lucas (Hechos 2, 42-26), los siguientes criterios unían a los primeros cristianos en una comunidad:
- Se adhirieron a la enseñanza de los apóstoles, es decir, la creencia en la resurrección de Jesús que les fue proclamada.
- ...y compañerismo: los primeros cristianos se reunían regularmente.
- ... y la fracción del pan: Celebraban la fracción del pan como continuación de la comunión de la comida de Jesús y/o en recuerdo de la última comida de su Señor.
- ...y las oraciones: Probablemente esto incluía el Padrenuestro enseñado por el mismo Jesús;
- ...y muchos milagros y señales también tuvieron lugar por medio de los apóstoles: ellos continuaron la misión curativa que habían recibido como seguidores de Jesús (Mt 10) dentro de la iglesia primitiva al cuidar a los enfermos.
- Y todos los que habían creído estaban en un mismo lugar y tenían todas las cosas en común. Lucas subrayó la comunidad de bienes como característica esencial de la iglesia primitiva, que, como resultado del derramamiento del Espíritu, estableció también la santidad de la iglesia como "Ecclesia" (los llamados).
- Vendían sus posesiones y bienes y los distribuían entre todos, a cada uno lo que necesitaba: proveer a los cristianos necesitados con los bienes de la comunidad era tarea de los "diáconos", que después eran elegidos.
- Día tras día, permanecían unánimes en el Templo...: El santuario central de Jerusalén también siguió siendo el lugar de reunión de los cristianos, de modo que inicialmente observaron sus costumbres de culto y fueron aceptados como parte del judaísmo."[19]
- ... partían el pan en las casas...
- ... y festejaron juntos con alegría y pureza de corazón. Alabaron a Dios y hallaron el favor de todo el pueblo: esto también pone de relieve la armonía entre los primeros cristianos y la comunidad judía. La alabanza a Dios los unía.

En las reuniones en las casas no se esperaban estructuras litúrgicas fijas ni uniformidad. Se puede suponer que alguien presidía la comida y la abría partiendo y compartiendo el pan. Esto también lo indica el término fijo "fracción del pan" para la celebración de la comida. Es posible que en Mc 14,25 se haya conservado un recordatorio de que algunos cristianos primitivos se abstenían de beber vino.
Las reuniones anticipaban el inminente fin de los tiempos, lo que explica la gran alegría de los participantes (Hc 2,46). Se puede suponer que en las reuniones se leían las Escrituras y se interpretaban teniendo en cuenta la propia vida cotidiana y el significado de Jesucristo (Cristología). En este sentido, las reuniones eran lugares donde podían desarrollarse las tradiciones cristianas primitivas.
La oración comunitaria de súplica se consideraba especialmente eficaz (cf. Mt 18,19-20) y es probable que haya desempeñado un papel importante en las reuniones. El Padre Nuestro es la única forma de oración cristiana primitiva que se ha transmitido.
El llamado cristiano primitivo a la oración Maranata ("¡Señor nuestro, ven!") está atestiguado por Pablo, la Didaché y (en la traducción griega) Apocalipsis 22:20-21. Con base en la Didaché, se puede asumir que este llamado a Maranatha concluyó la celebración cristiana primitiva de la Eucaristía.
Los milagros de alimentación en los Evangelios pueden interpretarse en términos de la celebración cristiana primitiva de la comida. Muestran que eran comidas principales que se celebraban como un presagio del banquete de alegría del fin de los tiempos.
El bautismo por inmersión en agua (preferentemente de la corriente) era el rito de iniciación de la Iglesia primitiva. En Hechos 2:38 se recoge una fórmula bautismal muy antigua. Según ella, el bautizado pronunciaba el nombre de Jesús y, de ese modo, se convertía en propiedad del Mesías, cuyo regreso se esperaba al final de los tiempos. De ese modo, era protegido de manera especial ante las amenazas del fin de los tiempos. Sus pecados eran perdonados y recibía el Espíritu Santo. De la antigua glosa de Hechos 8:37 se puede deducir que el bautizado también hacía una profesión de fe.
Los primeros sermones de Pedro, que Lucas editó, reflejan las ideas básicas de la misión cristiana primitiva: para ellos, Jesús era el portador de la salvación para el pueblo de Dios anunciada a lo largo de toda la historia bíblica de Israel, cuya muerte en la cruz como juicio final cumplió las promesas de bendición a los patriarcas, cuya resurrección trajo consigo la reconciliación de Dios con Israel, abrió la salvación a las naciones y llamó a los oyentes del sermón al arrepentimiento integral.
Las fórmulas de credo adoptadas por Pablo también sitúan la entrega de Jesús y su resurrección por Dios en el centro de la doctrina de fe cristiana primitiva.

## Comunidad de bienes
Es discutible si los miembros de la Iglesia de Jerusalén vivían en realidad sin propiedades y compartían todas sus posesiones. Algunos exegetas señalan que Lucas presenta a la Iglesia primitiva como la realización de "utopías sociales de una comunidad ideal que se encuentran a menudo en la filosofía antigua". Una tradición análoga es, por ejemplo, la comunidad de bienes de Pitágoras.
Sin embargo, pasajes muy tempranos de la Fuente Q ya definen la falta de bienes como condición para seguir a Jesús (Mt 10,9s). Esto se debe a que los discípulos pertenecían al grupo de los pobres mendigos (griego: ptochoi), que constituían la mayoría de la población de Galilea y Judea (ochlos) en ese momento. Basándose en las bienaventuranzas del Sermón de la Montaña, se los consideraba el verdadero pueblo elegido de Dios (Mt 4,1-11). También los ricos eran invitados a renunciar a sus bienes para convertirse en discípulos de Jesús (Mc 10,21). Para los seguidores de Jesús que antes eran ricos, esto no era solo una caridad general, sino una parte obligatoria del amor al prójimo hacia los pobres (cf. Lc 6,27-35).
El compartir los bienes y los alimentos, la comunidad de bienes y la alimentación de los pobres se practicaban también en otras comunidades judías del fin de los tiempos, como el supuesto grupo de Qumrán, que, sin embargo, no se dirigió a la mayoría del pueblo, sino que se retiró al desierto como un «resto santo». En el caso de Jesús, por el contrario, la renuncia a los bienes no tenía como finalidad la perfección ascética, sino la verdadera anticipación terrena de la justicia celestial que Dios había prometido a los pobres con la llegada del Mesías (Lc 4,16-21). Por ejemplo, los bienes de los publicanos («recaudadores de impuestos») eran considerados como botín, adquirido a expensas de sus compatriotas empobrecidos y endeudados. Los seguidores de Jesús debían recorrer todas las zonas de Israel para proclamar el inminente Reino de Dios y con ello el fin inminente de estas condiciones de explotación (Mt 10,5-15), sin preocuparse por acumular posesiones y ganarse la vida como los ricos (Mt 6,24-33).
No fue hasta la época de Lucas, cuando la misión cristiana primitiva había llegado a las ricas ciudades costeras de Asia Menor, cuando la tarea natural de los discípulos de Jesús de renunciar a sus posesiones se convirtió en un llamamiento moral, que aparentemente solo se siguió en casos excepcionales y, por lo tanto, se enfatizó (Hechos 4:36s). Por lo tanto, Lucas destacó ejemplos en su Evangelio en los que Jesús persuadió a personas relativamente ricas como Zaqueo a devolver sus posesiones a quienes habían sido robados (Lucas 19:1-11). Algunos vendieron todas sus posesiones y llevaron el dinero a los apóstoles, quienes lo utilizaron para proveer para toda la comunidad (Hechos 4:32-37). Este cuidado de los pobres ya no era un signo de solidaridad dentro del pueblo judío, sino que sirvió para igualar la riqueza de los cristianos más pobres y más ricos dentro de la comunidad. Sin embargo, esto siguió siendo inusual dentro de la sociedad antigua y atractivo para las clases más pobres. Solo hay ciertos paralelos que apoyar en las asociaciones helenísticas.
Según Hechos 5:1-11, un matrimonio (Ananías y Safira) murió después de haber cedido a la iglesia primitiva sólo una parte de las ganancias de la venta de un terreno. Según una interpretación, aquí era tabú quedarse con las propiedades de todos: Quien se quedaba con alguna de sus propiedades estaba "traicionando" al mismo Espíritu Santo y, por lo tanto, perdiendo su derecho a la vida. Según otra interpretación, la renuncia radical a las posesiones fue voluntaria (cf. Hechos 5:4) y fue especialmente elogiada por Bernabé (Hechos 4:36-37). Sin embargo, Ananías y Safira dieron este paso a medias, lo que fue interpretado como un intento de engañar a Dios y al Espíritu Santo. Schenke sospecha que algunos cristianos de Jerusalén "poseían casas, tierras y capital. No fueron 'expropiados'". Así, la cesión de propiedades no se institucionalizó legalmente, sino que se puso a disposición de todos los hermanos cristianos, por ejemplo, la propia casa como lugar de reunión. Según Schenke, el dinero recaudado con las ventas se destinaba a un "fondo común", que se utilizaba para emergencias sociales, tal vez también para la compra de lugares de enterramiento.
La descripción que hace Lucas de la primitiva comunidad de bienes cristiana ha sido interpretada a veces como una forma temprana de comunismo. Sin embargo, este término también incluye la alteración de las relaciones de producción, que no se menciona en el libro de los Hechos. Dado que la iglesia primitiva se veía a sí misma como una anticipación del pueblo de Dios del tiempo del fin, sus expectativas de salvación, como las del judaísmo, también incluían indirectamente el futuro cambio radical en las relaciones de propiedad y poder (cf. Lc 1:46-55). El ideal de la comunidad de bienes, que anticipó esta expectativa, ha seguido teniendo un impacto de muchas maneras en la historia del cristianismo, por ejemplo en algunas órdenes monásticas, comunidades monásticas y Comunidades Eclesiales de Base.

## Grupos y conflictos
Según los Hechos de los Apóstoles, los miembros de la iglesia primitiva al principio vivían juntos en armonía. Pero el crecimiento de la iglesia pronto trajo problemas. Según Hechos 6:1-6, las viudas de la parte de la iglesia de habla griega fueron desatendidas en el cuidado diario de los pobres. Esto indica que este subgrupo era independiente en términos organizativos; tal vez los primeros cristianos de habla aramea también tenían reservas sobre ellos. Como resultado, la asamblea general de la iglesia primitiva seleccionó los siete diáconos (ayudantes, sirvientes) para garantizar que todos fueran atendidos de manera justa. En este contexto, fueron nombrados: Esteban, Felipe, Prócoro, Nicanor, Timón, Parmenas y Nicolás.
Su misión no está clara: no se informa de que hayan desempeñado servicios diaconales, pero Esteban (Hechos 6:8) y Felipe (Hechos 8:4-13; Hechos 8:26-40) actuaron como misioneros. Por lo tanto, su elección no solo se ve como una solución a un problema administrativo, sino también como una indicación de los conflictos entre los cristianos judíos y los cristianos judíos helenísticos en Jerusalén. Al parecer, el papel de liderazgo de los apóstoles allí fue disputado desde el principio. Esto también puede haber estado relacionado con problemas materiales: la iglesia primitiva recibía donaciones para los pobres de las otras nuevas comunidades cristianas (Gal 2:10; Hechos 11:29). Con su elección, los helenistas de la iglesia primitiva evidentemente recibieron el derecho a distribuirlo y, por lo tanto, un cierto grado de autonomía.
Este conflicto interno fue acompañado por la desconfianza hacia la máxima autoridad judía en Jerusalén, el Sanedrín. Según Hechos 4, éste interrogó a Pedro y Juan y trató de detener su predicación misionera. Sin embargo, la simpatía del pueblo había preservado a los líderes de la iglesia primitiva (Hechos 4:21). Después de su nuevo arresto, fue el consejo del fariseo Gamaliel lo que aseguró su liberación (Hechos 5:34-40). Hans Conzelmann señala que los fariseos son retratados varias veces en Lucas como relativamente bien dispuestos hacia los cristianos porque ambos grupos compartían la creencia en la resurrección.
Los orígenes de la misión pagana probablemente se remontan a los helenistas, ya que su líder, Esteban, criticó la ley mosaica y el culto del templo (Hechos 6:13s). Acusó públicamente al Sanedrín de quebrantar la ley y de asesinar a Jesús. A esto le siguió un juicio religioso que terminó con su lapidación (Hechos 7:56). Como resultado, una parte de la iglesia primitiva fue expulsada de Jerusalén y dispersada por las regiones vecinas. El círculo de los doce permaneció en Jerusalén como núcleo de una reconstrucción de la iglesia primitiva (Hechos 8:1). A partir de entonces, sin embargo, Lucas no informa nada más sobre ellos.
Misioneros helenísticos como Felipe fundaron nuevas iglesias (Hechos 8:40), de modo que el cristianismo se expandió a Samaria, Siria y Asia Menor. La primera gran congregación mixta de judíos y gentiles además de Jerusalén se fundó en la metrópoli de Antioquía en Asia Menor. Al parecer, se facilitó o se eximió a estos nuevos cristianos de observar los mandamientos judíos: por eso fueron ferozmente perseguidos por judíos leales a la Torá, como el fariseo Pablo, en nombre del Sanedrín (Hechos 8:1). Sin embargo, después de su inesperada conversión , abogó por una misión libre de la Torá a las naciones e inicialmente llevó a cabo un trabajo misionero en la región mediterránea independientemente de los apóstoles de la iglesia primitiva (Hechos 8-10).

## El Concilio Apostólico
Después de la expulsión y huida de los helenistas, Pedro y los Doce abandonaron su vida sedentaria en Jerusalén y se dedicaron a la misión itinerante, como ya lo habían hecho durante la vida de Jesús. El modelo de la peregrinación de las naciones a Sión en los últimos tiempos se desvaneció; en cambio, Jerusalén se convirtió en el punto de partida de una misión cristiana primitiva "centrífuga" de una intensidad sin precedentes que abarcó toda la región mediterránea.
Pedro, Juan y Santiago sólo se encontraban ocasionalmente en Jerusalén, y no queda rastro alguno de los otros apóstoles. En lugar del colegio de doce, Santiago, el hermano del Señor, se convirtió en el líder de la iglesia primitiva de Jerusalén, y probablemente otros miembros de la familia de Jesús también asumieron funciones de liderazgo. Por primera vez, ahora también se menciona a los ancianos (presbíteros) en Jerusalén; probablemente se trata del colegio de líderes de los primeros cristianos de habla aramea, que corresponde a los siete que dirigieron la parte de habla griega de la iglesia hasta la expulsión de los helenistas.
Schenke supone que la comunidad cristiana judía dirigida por Santiago y el colegio presbiteral desarrollaron formas de organización en las que se practicaba una especie de "disciplina eclesiástica" y los pecadores eran excluidos si la reprensión no tenía éxito.
Los primeros cristianos helenistas también se dirigieron a los griegos que no tenían antecedentes judíos. Como resultado, la proporción de los llamados cristianos gentiles - personas recién bautizadas de ascendencia no judía - en el cristianismo primitivo aumentó. En muchas comunidades se les impusieron regulaciones judías. Inicialmente, los "judaizantes" entre los apóstoles de la iglesia primitiva probablemente también toleraron esto; Pablo no informa de ninguna restricción después de su primera visita a Jerusalén, donde conoció al hermano de Jesús, Santiago (Gal 1:18s). Sin embargo, más tarde surgieron tensiones entre él y Pedro, a quien Lucas describe como el primer misionero a los gentiles (Hechos 10), sobre la cuestión de las leyes de pureza (Hechos 11). Al parecer, los líderes de la iglesia primitiva no estaban de acuerdo en si los cristianos gentiles debían estar sujetos a ciertas condiciones y, en caso afirmativo, cuáles.
Los diferentes enfoques de los misioneros pusieron en tela de juicio el papel de líder y la identidad de la Iglesia primitiva y amenazaron la unidad del cristianismo primitivo en su conjunto. En particular, la cuestión de la circuncisión condujo a una prueba crucial: ¿debían los gentiles ser circuncidados también en el bautismo y, por lo tanto, estar obligados a observar toda la Torá judía? Si no observaban sus leyes de alimentación y pureza, la comida común entre cristianos de origen judío y gentil en las comunidades se convertiría también en un problema. Esto planteó la cuestión teológica fundamental de si ser cristiano solo era posible dentro del judaísmo o si esta frontera ya no era válida.
Esto afectó fundamentalmente la imagen que la Iglesia primitiva tenía de sí misma: se consideraba a sí misma, en primer lugar, la "vanguardia" del pueblo de Dios, Israel, que aún no había sido salvado, salvado por el Mesías del pecado y de la ira divina. Según esto, los cristianos gentiles eran los "llamados" que debían su salvación enteramente al "exceso de gracia" del mediador de la salvación, Jesucristo. La falta de claridad en cuanto a lo que esto significaba en relación con el "pacto de Dios con Israel" y las instrucciones dadas a Israel por Dios (Torá) impulsaron a una solución vinculante.
La insistencia de algunos apóstoles de Jerusalén en que los mandamientos judíos eran vinculantes también para los cristianos gentiles provocó una falta de entendimiento entre los apóstoles helenistas. Existía la amenaza de una división en congregaciones de cristianos judíos y cristianos gentiles. Para evitarlo, ambas partes hicieron valer toda su autoridad. Los apóstoles de Jerusalén convocaron una reunión de los misioneros para resolver la disputa; en el camino, Bernabé y Pablo se convirtieron en portavoces de las iglesias cristianas gentiles (Hechos 15:1-3).
El llamado Concilio de los Apóstoles (también conocido como Convención de los Apóstoles) fue un punto de inflexión decisivo en la historia del cristianismo primitivo. Pablo y Lucas describen su desarrollo y resultados de manera diferente. Según Hechos 15, hubo una reunión plenaria de la iglesia primitiva en la que los judaizantes inicialmente argumentaron que era necesaria la circuncisión de los cristianos gentiles. A esto le siguió un debate interno entre Pedro, Bernabé, Pablo, Santiago y probablemente otros. Se confirmó la esencia de la misión gentil sin ley según Gálatas 2:1-14. Esto evitó la división del cristianismo primitivo. Sin embargo, la validez de las leyes rituales judías siguió siendo un tema controvertido después.

## Hechos posteriores
La Iglesia primitiva había sobrevivido a la persecución después de la ejecución de Esteban (alrededor del año 36) (Hechos 7:59) así como a la ejecución de Santiago el Mayor bajo Herodes Agripa I (44) (Hechos 12:2) y por lo tanto todavía era tolerada por los grupos dirigentes del judaísmo. Por lo tanto, pudo enviar a sus misioneros a los judíos y gentiles desde Jerusalén a las regiones circundantes.
Las notas de los Evangelios revelan las regiones en las que se fundaron las nuevas comunidades cristianas: Mc 3,7, por ejemplo, menciona Idumea (en el sur de Judea), Perea (al este) y Fenicia (región costera en el oeste), además de Galilea, Judea y Jerusalén. En cambio, Mt 4,24 menciona la Decápolis, una confederación helenística de ciudades en la orilla oriental, y Siria, mientras que Lc 6,17 menciona Samaria además de Fenicia. Después de su conversión, Pablo no sólo visitó Damasco, sino también "Arabia" (Gal 1,17): esto significaba el reino de los nabateos al este de Judea en ese momento. Si se suman los datos, se obtiene una imagen aproximada de la dispersión de las comunidades cristianas en Palestina y sus alrededores hasta alrededor de 100.
Después del Concilio de Jerusalén, los Hechos de los Apóstoles describen casi exclusivamente los viajes misioneros de Pablo y apenas ofrecen noticias sobre la Iglesia primitiva. El grupo de doce de Jerusalén probablemente ya había sido reemplazado por un comité de tres bajo la dirección del hermano mayor de Jesús (Mc 6,3), Santiago el Justo (Gal 2,9); los demás apóstoles ya no aparecen. Pedro había abandonado Jerusalén después del Concilio y había viajado por Asia Menor como misionero (Gal 2,11-14; 1 Cor 9).
Más tarde, sólo Santiago y los "ancianos" son mencionados nuevamente como destinatarios de la colecta para los pobres que Pablo había recibido instrucciones de hacer en el concilio (Hechos 21:15ss). Por lo tanto, se supone que ahora se había convertido en el único líder de la iglesia primitiva. Según Gálatas 2:12, aparentemente hizo cumplir las resoluciones del Concilio de los Apóstoles fuera de Jerusalén y, según Hechos 21:21-25, apoyó la separación de los cristianos judíos de los cristianos gentiles incluso después de los éxitos misioneros de Pablo. Hasta su muerte, la iglesia primitiva mantuvo su posición preeminente en el cristianismo primitivo.
Aunque Pablo tuvo que luchar contra grupos en sus iglesias que rechazaban o distorsionaban su misión libre de ley a los gentiles, él no identificó a sus misioneros como sus enemigos (incluyendo a los "superapóstoles" en 2 Cor 11:5; 12:11), sino que siempre reconoció la primacía de la iglesia primitiva: Esto es confirmado por su colecta para ellos en su Epístola a los Romanos alrededor del año 60 (Rom 15:25-28).
La Iglesia primitiva de Jerusalén, como grupo periférico del judaísmo palestino, se vio gravemente afectada por la intensificación de los conflictos entre sectores de la población judía y la ocupación romana. Cuando Pablo entregó su colecta en Jerusalén, se encontró con una gran comunidad judeocristiana que se mantenía a distancia de él. Según los Hechos de los Apóstoles, los sicarios planearon su asesinato.
La Primera Epístola a los Tesalonicenses (escrita alrededor del año 50), en la que Pablo polemiza vehementemente contra las autoridades judías que perseguían su misión (1 Tes 2,14-16), parece reflejar una situación políticamente tensa en la que había "hostigamiento y hostilidad contra los cristianos y las comunidades cristianas en Palestina".
Según Flavio Josefo, los saduceos bajo el sumo sacerdote Ananías II (Anás) aprovecharon el vacío de poder tras la muerte del gobernador Porcio Festo hasta la llegada de su sucesor para ejecutar a Santiago junto a otros cristianos judíos en Jerusalén. Su muerte está fechada en el año 62.
Eusebio de Cesarea escribió en el siglo IV que la mayoría de los miembros de la iglesia primitiva de Jerusalén habían huido a la Ribera Oriental, a Pella (Jordania), antes del comienzo de la primera guerra judeo-romana en el año 68.
Ludger Schenke resume: "El cristianismo judío palestino estaba luchando por su existencia en una situación desesperada. Estaba atrapado entre todos los bandos... La iglesia primitiva de Jerusalén abandonó la ciudad al comienzo de la Guerra Judía. Su rastro... se pierde en la oscuridad de la historia".
Varios autores de la iglesia primitiva afirman tener información sobre el destino de la iglesia primitiva de Jerusalén después de la destrucción del templo en el año 70: Una iglesia remanente se había restablecido en las ruinas de Jerusalén; los hijos de Santiago y otros parientes de Jesús la habían liderado y asegurado la continuidad de sus tradiciones. En el curso de la Rebelión de Bar Kojba (132-135), esta iglesia remanente había huido de Jerusalén para siempre.    